# Paulino Erdt
Paulino Erdt fue un teólogo nacido en Wertach, Alemania en 1737 y murió en 16 de diciembre de 1800.

## Biografía
Paulino, franciscano, fue profesor de teología en la ciudad de Friburgo, en Brisgau.
Se distinguió en su celo por combatir los espíritus inquietos, tanto por medio de los escritos que compuso como por los que tradujo del francés y del inglés.
Sus obras son casi todas en alemán y algunas de ellas muy interesantes para la historia literaria y la bibliografía, y la relación de ellas se encuentra en el diccionario de  Menzel.

## Obras
Algunas obras, las siguientes:
- Aclaraciones sonre las doctrina actual de las academias en los estados austriacos, Augsburgo, 1785, en 8.º.
- Historiae literariae theologicae rudimenta octodecim libris comprehensa,..., 4 tomos en 4.º.
- Introducción elemental para los bibliotecarios y aficionados a libros, Augsburgo, 1786, en 8.º.
- Primeros rudimentos de historia literaria para servir de introducción a una historia completa de teología, Augsburgo, 1787, en 8.º.